# 惡魔賊
《惡魔賊》，愛爾蘭作家向達倫的系列作品《魔域大冒險》的第二集。中文版於2006年1月出版。

## 內容
要找出惡魔賊，只有三次機會！
否則你的靈魂將永遠被鎖在喪王的晶盤之中……
康諾從小就能看到飄浮在空中的各種透明光片，但也因此被同學視為怪胎而交不到朋友，他便常常以操控這些光片來娛樂自己。某天康諾正在房裡玩著光片，忽然發現五顏六色的光片被他拼湊成一大塊圖形，就像一扇閃著淡藍色光芒的窗戶。當他好奇的凝視著光片時，一股力量竟然驅策著他進入了光片之中……等康諾回過神來時，才知道自己已經失蹤了好幾天，爸媽為此擔心不已，但是他卻一點也不記得究竟發生了什麼事，『那一晚的事件』從此也成了家中的禁忌話題。就在康諾以為日子已恢復平靜之際，沒想到光片卻又再次出現，並且從光片中跳出了一個惡魔，將康諾的弟弟擄走。康諾死命地想要搶回弟弟，也跟著一頭栽進灰光裡，卻發現了一個超乎想像的魔族世界……
康諾跟隨畢瑞納波斯帶領的『使徒』在魔界尋找弟弟小動，跟隨線索發現惡魔擄走了小動後，交給了喪王。康諾一行人到達喪王的城堡，康諾卻發現那裡異常地熟悉，在大殿中，康諾向喪王要回小動，畢瑞納波斯勸阻康諾，並以喪王愛折磨生物的特殊性格為由，決定放棄小動，喪王卻提出說要康諾進入棋盤狀的晶盤裡以靈魂為代價去猜誰才是真正的惡魔賊，能預測未來的娜迪亞卻忽然被喪王『殺死』，終於康諾、鯊克與德維許進入了晶盤，他們仨一進入晶盤就被分開，康諾被困在黑色的世界（棋盤的黑格）、德維許被困在白格的火山附近、而鯊克卻在別的黑格與大量弱小的惡魔格鬥，康諾離開黑格後掉進了熔岩，被娜迪亞救回，原來娜迪亞一進入城堡就與喪王達成交易，要求離開『使徒』，娜迪亞讓德維許救了康諾，並要求康諾保守秘密，經過許多波折，仨人終於團聚，並開始猜誰是惡魔賊，到最後康諾發現了原來自己才是惡魔賊，他記起『那一晚的事件』，他透過窗戶進入了喪王的世界，並帶走了喪王身邊的動脈、以不知從哪兒學的魔法把動脈變成人，因此小動不會說話，而且很愛咬東西。康諾、莎蜜拉、鯊克與德維許回到了人類世界，卻發現原來已經過了許多年，父母看見他覺得很高興也很害怕，高興他失蹤多年終於回來、害怕他為什麼多年來樣貌沒改變，最後康諾明白到父母和其他人的擔憂，終於再次回到魔界，協助畢瑞納波斯尋找『鎧砍』，並對畢瑞納波斯說出自己想著『鎧砍』卻找不到，他懷疑自己是『鎧砍』的一部份。